# Martin Stanislaus Gillet
Fr. Martin Stanislaus Gillet, O.P. (Louppy-sur-Loison, 14 de dezembro de 1875 - Aix-les-Bains, 4 de setembro de 1951) foi um frade dominicano, mestre geral emérito da Ordem dos Pregadores e até a sua morte era Arcebispo titular de Niceia.
Foi eleito Provincial de França em 1927 e Mestre Geral da Ordem em 1929. Com um mandato excepcionalmente longo, o qual terminou em 1946, o período da II Grande Guerra (1939-1945) foi particularmente difícil. Durante o seu mandato foram renovados e incentivados os Colégio Angélico e de Santa Sabina em Roma, procedeu à reestruturação e organização geral da Ordem e viu aprovadas novas Constituições. Tendo posto grande empenho na causa de canonização de São Alberto Magno viu ainda a inscrição do nome daquele dominicano na lista dos Doutores da Igreja. Foi fundador da União Católica dos Teatros e foi doutor honoris causa em diversas universidades, para além de oficial da Legião de Honra francesa.